# Sten Kaijser
Sten Gunnar Kaijser, född 23 juli 1940 i Bromma, är en svensk professor emeritus i matematik.

## Biografi
Kaijser disputerade 1971 på en avhandling om tensoralgebra. Han utnämndes till professor vid Uppsala universitet år 2000 och pensionerades 2007. Hans forskning har främst handlat om funktionalanalys och matematikhistoria. Han var ordförande för Svenska Matematikersamfundet 2003–2005.
Kaijser är en av initiativtagarna till Stockholmsinitiativet och skriver återkommande på deras blogg klimatupplysningen. Tillsammans med 15 andra professorer och 4 docenter undertecknade han 2008 ett upprop från den klimatskeptiska organisationen Stockholmsinitiativet där man framhöll att "Vetenskapen är inte enig om klimatlarmen". Han har 2009 bland annat hävdat att "Klimatlarmen har skapat en masspsykos".
Kaijser är en av de svenska undertecknarna av ett upprop publicerat 2019 från Climate Intelligence (CLINTEL) med rubriken "Det finns ingen klimatkris", och som starkt motsätter sig "den skadliga och orealistiska CO2-nollpolitiken som föreslagits för 2050".

### Vadslagning om klimatförändringar
År 2016, efter en föreläsning vid Uppsala universitet om klimatförändringar, utlyste Kaijser ett vad om att "klimatbluffen är avslöjad innan jag fyller 80". Vadet definierades som att minst två av de tre stora vetenskapsakademierna Kungliga vetenskapsakademin i Sverige, Royal Society i Storbritannien och National Academy of Sciences i USA, före Kaijsers 80-årsdag 2020 skulle uttala att det inte finns något klimathot.
Vadet, med beloppet 2 000 kronor, antogs av en av deltagarna i publiken, civilingenjören och licentiaten i teknisk fysik Per Ribbing, som då även var, och alltjämt (2020) är styrelseledamot i den ideella föreningen Klimataktion.
I juli 2020, några veckor före Kaijsers 80-årsdag, lät han meddela att Ribbing kommer att få sina pengar, då ingen akademi kommit med de förutspådda uttalandena.
Kaijser själv är alltjämt övertygad om att det saknas bevis för att ökad koldioxidhalt driver klimatförändringarna. Han menar att många vetenskapsmän håller med honom, men att de inte vågar gå ut offentligt eftersom de då smutskastas av etablissemanget.

### Populärvetenskap
- 1992 – Kaijser, Sten. De matematiska begreppens historia från hedenhös till nya tiden. [Uppsala]: [Uppsala universitet, Matematiska institutionen]. Libris 3268531
- 1993 – Kaijser, Sten. Grekisk matematik och naturfilosofi. [Uppsala]: [Uppsala universitet, Matematiska institutionen]. Libris 3268545

### Facklitteratur
- 1986 – Kaijser, Sten; Pelletier Joan Wick (på engelska). Interpolation functors and duality. Lecture notes in mathematics, 0075-8434 ; 1208. Berlin: Springer-Vlg. Libris 5367069. ISBN 3-540-16790-0
- 1993 – Abrahamsson, Leif; Kaijser Sten. Funktionalanalys. Uppsala: Uppsala universitet. Libris 2299363